# Cotton Fitzsimmons
Lowell Gibbs Fitzsimmons, detto Cotton (Hannibal, 7 ottobre 1931 – Phoenix, 24 luglio 2004), è stato un allenatore di pallacanestro statunitense, professionista nella NBA.
Nel 2021 è stato inserito fra i membri del Naismith Memorial Basketball Hall of Fame in qualità di contributore.

## Palmarès
- 2 volte NBA Coach of the Year (1979, 1989)